# Broncho Billy Anderson
Gilbert M. "Broncho Billy" Anderson (nombre artístico de Maxwell Henry Aronson; Little Rock, Arkansas, 21 de marzo de 1880-South Pasadena, California, 20 de enero de 1971) fue un actor, guionista, director y productor cinematográfico estadounidense, conocido por ser la primera estrella del cine de género western.

## Primeros años
Fue el sexto hijo de Henry Aronson y Esther Ash, nativos de Nueva York y de origen judío. Hasta los ocho años de edad vivió en Pine Bluff, Arkansas, y después se mudó con su familia a San Luis (Misuri). A los 18 años de edad fue a vivir a la ciudad de Nueva York, donde intentó hacer carrera en el vodevil y el teatro, y donde complementó sus ingresos trabajando como modelo fotográfico y vendedor de periódicos. En 1903 conoció a Edwin S. Porter, que le dio trabajo como actor y como ocasional colaborador en la redacción de guiones.

## Cine
En el temprano film de Porter Asalto y robo de un tren (1903), Anderson hizo tres papeles. Tras ver la cinta por vez primera en un teatro de vodevil y sentirse abrumado por la reacción del público, Anderson decidió dedicarse a la industria cinematográfica. Así, con el nombre artístico de Gilbert M. Anderson, empezó a escribir, dirigir y actuar en sus propios westerns.
En 1907 él y George Kirke Spoor fundaron los Essanay Studios, uno de los más destacados de entre los primeros estudios cinematográficos. Anderson actuó en más de 300 cortos para la compañía. Aunque hizo una gran variedad de papeles, consiguió una enorme popularidad en una serie de 148 cortos western mudos, convirtiéndose en la primera estrella cowboy del cine, "Broncho Billy." Spoor permaneció en Chicago dirigiendo la compañía como si fuera una fábrica, mientras que Anderson viajaba por el oeste de los Estados Unidos en tren con un equipo con el cual rodaba las películas. Muchos de los filmes fueron rodados en Fremont (California), una población en el Condado de Alameda, siendo la cercana ruta del Western Pacific Railroad a través del Cañón Niles un lugar muy apropiado para el rodaje de westerns.
Escribiendo, actuando y dirigiendo la mayor parte de dichas películas, Anderson también encontró tiempo para dirigir una serie de westerns cómicos protagonizados por Augustus Carney. En 1916 Anderson vendió su participación en Essanay y se retiró de la interpretación. Volvió a Nueva York, compró el Teatro Longacre y produjo obras, aunque sin un gran éxito. Más adelante hizo una breve vuelta como productor con una serie de cortos con Stan Laurel, incluyendo su primer trabajo con Oliver Hardy en A Lucky Dog (filmado en 1919 y estrenado en 1921). Por diferencias con el estudio, Metro, se retiró de nuevo pasado 1920.
Anderson demandó a Paramount Pictures por llamar "Bronco Billy" a un personaje de Star Spangled Rhythm (1943), y por describir al mismo como un "actor hundido y fracasado," algo que sentía como una referencia a su persona. Solicitó 900.000 dólares, pero no se conoce cómo finalizó la demanda.

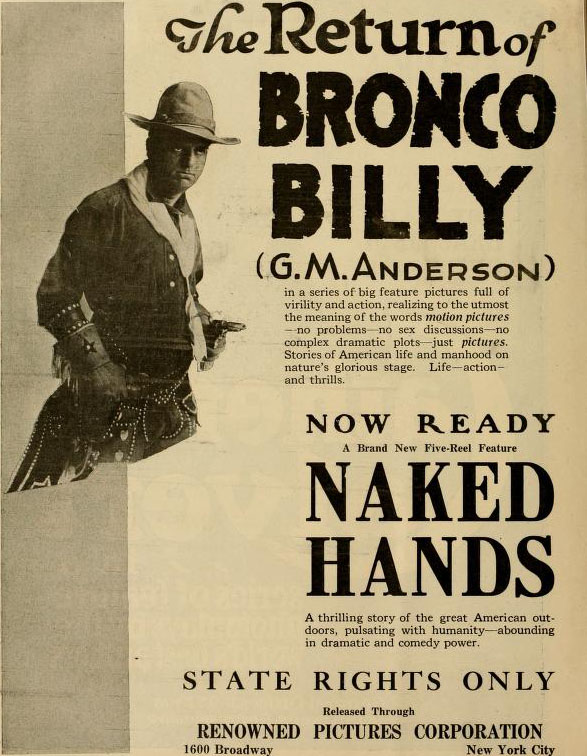
Naked Hands, 1918
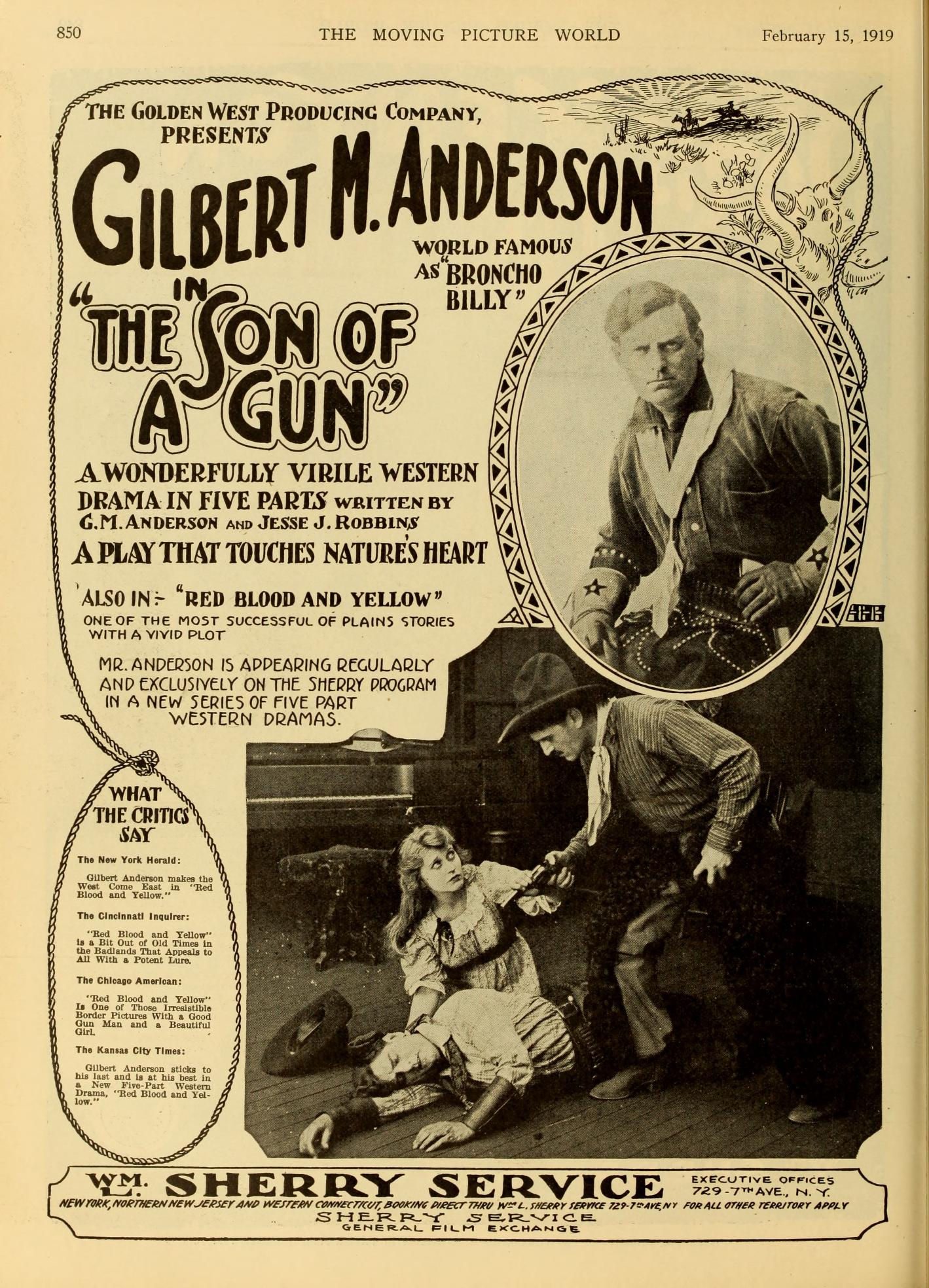
The Son of a Gun, 1919

## Últimos años
Anderson retomó la producción cinematográfica como propietario de Progressive Pictures en la década de 1950, retirándose después. En 1958 recibió un Óscar honorífico por su trabajo como "pionero del cine" y por su "contribución al desarrollo del cine como entretenimiento."
A los 85 años, Anderson salió de su retiro para hacer un cameo en The Bounty Killer (1965). En sus últimos años de vida residió en el Motion Picture & Television Country House and Hospital en Woodland Hills (Los Ángeles), California.
Broncho Billy Anderson falleció en 1971, a los 90 años de edad, en un sanatorio. Le sobrevivió su esposa, Mollie Louise Schabbleman, y su hija, Maxine. Sus restos fueron incinerados y sus cenizas depositadas en el Crematorio Chapel of the Pines de Los Ángeles, California.

## Legado
En 2002 fue incluido en el Salón de la Fama de los Intérpretes Western, en el National Cowboy & Western Heritage Museum de Oklahoma City, Oklahoma. 
A Anderson se le concedió una estrella en el Paseo de la Fama de Hollywood, en el 1651 de Vine Street, por su trabajo cinematográfico.

## Premios y distinciones
Premios Óscar
| Año  | Categoría        | Resultado |
| ---- | ---------------- | --------- |
| 1958 | Óscar honorífico | Ganador   |